# Photedes
Photedes is een geslacht van nachtvlinders uit de familie Noctuidae. Een bekende soort is de Bochtige smele-uil

## Soorten
- P. brevilinea Fenn, 1864
- P. captiuncula (Treitschke, 1825)
- P. didonea Smith, 1894
- P. dulcis (Oberthur, 1918)
- P. elymi Treitschke, 1825
- P. extrema

Vale duinrietboorder (Hübner, 1809)
- P. fluxa

Gele duinrietboorder (Hübner, 1809)
- P. homora (Bethune-Baker, 1911)
- P. minima

Bochtige smele-uil Haworth, 1809
- P. morrisii (Dale, 1837)
- P. pygmina Haworth, 1802
- P. sohn-retheli Püngeler, 1907
- P. stigmatica Eversmann, 1855
- P. urbahni Boursin, 1956